# Prawo Ludu
Prawo Ludu (« Le Droit du peuple » en polonais) est un journal hebdomadaire réformiste français de langue polonaise, diffusé à destination des nombreux mineurs polonais qui étaient venus s'installer dans le bassin minier du Nord-Pas-de-Calais, en France. Il est fondé en 1925 et disparaît en 1953.

## Histoire
Le premier numéro de Prawo Ludu, sort le 26 janvier 1925, après quelques problèmes logistiques car l'imprimerie manque de caractères en polonais qu'il faut aller chercher à Paris. Le journal est d'abord diffusé à 4 500 exemplaires, puis son tirage passe à 8 000.
L'un des objectifs est de rivaliser avec l'autre journal en polonais du bassin minier du Nord-Pas-de-Calais, le Robotnik Polski, qui est lui aussi hebdomadaire mais animé par l'autre branche du mouvement syndical, la CGTU. Le journal est en déficit à ses débuts, et l'autre journal de la CGT, La Tribune, éponge les pertes.
Le titre est ensuite victime de l'interdiction des journaux polonais.